# Кисленко, Алексей Павлович
Кисленко Алексей Павлович (30 марта 1901, Николаевская слобода, Астраханская губерния — декабрь 1981) — советский генерал-майор (1943 год), дипломат. Член РКП(б) (с 1924 года). Участник Гражданской и Великой Отечественной войны.

## Биография
Родился в Николаевской слободе Астраханской губернии.
Окончил 20-ю Саратовскую пехотную школу (1924), Специальный факультет Военной академии РККА имени М. В. Фрунзе (1936).
В 1924—1932 годах — на командных должностях в 44 стрелковой дивизии Украинского ВО.
С 1936 года — сотрудник Разведывательного управления РККА. В период Великой Отечественной войны — в спецкомандировке в Китае; начальник 3-го отдела I управления, затем и. о. зам. начальника I управления ГРУ Генштаба Красной Армии; глава советской военной миссии при штабе командующего средиземноморскими экспедиционными союзными войсками; как военный представитель СССР в Союзном консультативном совете по делам Италии (1944—1945) присутствовал при подписании Акта о капитуляции немецких войск в Северной Италии 29 апреля 1945 г. (см. Операция «Санрайз»).
Затем в спецкомандировке в Японии (1946—1949); начальник Управления II Главного управления Генштаба ВС СССР (1949—1950); постоянный член Союзного совета для Японии от СССР (1950—1952); начальник 4-го управления ГРУ Генштаба ВС СССР (1953—1956); военный советник начальника РУ Генштаба Болгарской народной армии (с 1957 года). С 1959 года — в отставке.